# Сан-Луис-ду-Пиауи

Сан-Луис-ду-Пиауи на карте штата.

Сан-Луис-ду-Пиауи (порт. São Luis do Piauí) — муниципалитет в Бразилии, входит в штат Пиауи. Составная часть мезорегиона Юго-восток штата Пиауи. Входит в экономико-статистический микрорегион Пикус. Население составляет 2561 человек на 2010 год. Занимает площадь 220,375 км². Плотность населения — 11,62 чел./км².

## Демография
Согласно сведениям, собранным в ходе переписи 2010 г. Национальным институтом географии и статистики (IBGE), население муниципалитета составляет:
| Полное население                               | Полное население                               | Полное население                               | Полное население                               | 2561  |
| ---------------------------------------------- | ---------------------------------------------- | ---------------------------------------------- | ---------------------------------------------- | ----- |
| в том числе:                                   | Городское население                            | 814                                            | Процент городского населения, %                | 31,78 |
|                                                | Сельское население                             | 1747                                           | Процент сельского населения, %                 | 68,22 |
|                                                | Мужское население                              | 1262                                           | Процент мужского населения, %                  | 49,28 |
|                                                | Женское население                              | 1299                                           | Процент женского населения, %                  | 50,72 |
| Плотность населения, чел/км²                   | Плотность населения, чел/км²                   | Плотность населения, чел/км²                   | Плотность населения, чел/км²                   | 11,62 |
| Население муниципалитета в % к населению штата | Население муниципалитета в % к населению штата | Население муниципалитета в % к населению штата | Население муниципалитета в % к населению штата | 0,08  |

По данным оценки 2016 года, население муниципалитета составляет 2595 жителей.

## Статистика
- Валовой внутренний продукт на 2003 год составляет 3 676 280,00 реалов (данные: Бразильский институт географии и статистики).
- Валовой внутренний продукт на душу населения на 2003 год составляет 1460,00 реалов (данные: Бразильский институт географии и статистики).
- Индекс развития человеческого потенциала на 2000 год составляет 0,544 (данные: Программа развития ООН).